# جاك كارتر (سياسي)
جاك كارتر (بالإنجليزية: Jack Carter)‏ هو سياسي أمريكي، ولد في 3 يوليو 1947 في بورتسموث في الولايات المتحدة.